# 韦罗妮克·梅斯特
韦罗妮克·梅斯特（荷蘭語：Veronique Meester，1995年4月7日—），荷兰女子赛艇运动员，2020年夏季奥林匹克运动会女子四人单桨无舵手银牌得主、2024年夏季奥林匹克运动会女子双人单桨无舵手金牌得主。